# System Open Market Account
Das Federal Reserve System Open Market Account (SOMA) ist ein Portfolio der Fed, in dem die im Rahmen von Offenmarktgeschäften erworbenen Wertpapiere verwaltet werden. Es dient zu Umsetzung der Geldpolitik.
Das Federal Open Market Committee hat die Federal Reserve Bank of New York, stellvertretend für das gesamte Federal Reserve System, mit der Verwaltung des SOMA beauftragt. Von dort erfolgt die Zuteilung des Portfolios auf die einzelnen Distrikt-Banken des Fed.